# Gianna Preda
Gianna Preda, pseudonimo di Maria Giovanna Pazzagli (Coriano, 11 febbraio 1921 – Ronciglione, 7 agosto 1981), è stata una giornalista e sceneggiatrice italiana.

## Biografia
Diplomata al liceo artistico di Bologna dopo aver frequentato per due anni il ginnasio Galvani ed essere stata compagna di classe di Agostino Bignardi e Pier Paolo Pasolini, aderisce alla RSI per amore del marito, Amedeo Predassi, ufficiale della milizia, che aveva sposato nell'aprile 1943.
Dopo la Liberazione esordisce nel giornalismo, scrivendo per il Giornale dell'Emilia (titolo con cui per alcuni anni uscì il Resto del Carlino) e per il settimanale bolognese Cronache diretto da Enzo Biagi. Trasferitasi a Roma insieme al marito, inizia a collaborare con Epoca di Mondadori e diviene redattrice del Giornale d'Italia. È la prima donna ad essere assunta nel quotidiano diretto allora da Santi Savarino e si firma Gianna Predassi. Per Epoca realizzò nel 1953 uno scoop per aver scoperto dove si nascondeva padre Alighiero Tondi. Tondi, gesuita, aveva deciso di abbandonare la Chiesa e si era poi sposato con una militante del Partito comunista. Aveva poi deciso di rifarsi una vita e si era trasferito all'estero, pensando di far perdere le proprie tracce. Invece Gianna Predassi lo cercò e lo trovò a Berlino Est. Lo intervistò e riuscì anche a fotografare Tondi e la moglie in una sala da ballo.
Nel 1954 Leo Longanesi, dopo aver letto un suo articolo (si firmava ancora "Gianna Predassi"), decise di conoscerla. Ideò il suo nuovo pseudonimo Gianna Preda e la assunse al suo settimanale d'attualità Il Borghese. La Preda scrisse sul Borghese per tutto il resto della sua vita. Nel 1957, alla morte di Longanesi, divenne redattore capo della rivista e, insieme a Mario Tedeschi, ne divenne comproprietaria, e poi vicedirettore, fondando anche la casa editrice Edizioni de Il Borghese. Dal dicembre del 1960 al luglio 1981 (un mese prima della prematura morte) tenne una celebre rubrica della posta con i lettori sul settimanale.
Politicamente di destra (ma con autonomia di giudizio), anticlericale, anticonformista e decisamente anticomunista, ironica e tagliente, toni anche ruvidi, feroci e sprezzanti, corrosiva nei confronti delle femministe e degli omosessuali (con Pasolini, l'ex compagno di ginnasio, nutre un atteggiamento di odio-amore), ebbe rapporti di amicizia con Umberto Terracini, Alfonso Gatto (suo ex professore al liceo), Sandro Pertini e Ruggero Zangrandi, nelle elezioni del 1963 scrisse dépliant per il PLI di Giovanni Malagodi. 
Nel corso degli anni sessanta si distinse per le inchieste sul malcostume della classe politica italiana e per le interviste spesso clamorose. Nel 1965 fece un altro scoop. Invitata a colazione da Amintore Fanfani, appena nominato ministro degli Esteri, conobbe Giorgio La Pira, presente in quell'occasione. Registrò di nascosto le parole del sindaco di Firenze che, a ruota libera, parlò di comunismo, di Benito Mussolini, della Guerra del Vietnam e di Aldo Moro (presidente del Consiglio). Gianna Preda pubblicò tutto sul Borghese in un articolo intitolato La Pira parla in libertà (30 dicembre 1965). L'articolo fece un clamore tale che Amintore Fanfani dovette rassegnare le dimissioni.
Nel 1973 si iscrisse al MSI di Giorgio Almirante, di cui era da alcuni anni vicina politicamente, per poi dimettersi poco dopo perché, essendo favorevole al divorzio e all'aborto, era contraria alla linea del partito su quei temi. Nel dicembre 1976 aderì alla scissione di Democrazia Nazionale.
Gianna Preda scrisse inoltre cinque sceneggiature cinematografiche (tra cui quella de Il cantante misterioso con Luciano Tajoli) e i testi di spettacoli satirici del Bagaglino per Oreste Lionello e Luciano Cirri. Aiutò anche Giovannino Guareschi nella realizzazione del film La Rabbia, diviso in due parti: la prima curata da Pier Paolo Pasolini, la seconda dallo stesso Guareschi.
Morì poco più che sessantenne, a causa di un carcinoma, nella sua casa sul lago di Vico.
Fu madre di due figli, Donatella e Giacomo. L'archivio personale di Gianna Preda è stato consegnato dai figli alla Biblioteca comunale di Coriano. 

È stata definita "la tigre" da Giuseppe Prezzolini, la "Maxwell della politica" da Giorgio Torelli, "l'Oriana Fallaci della destra" da Marcello Veneziani.

## Filmografia

### Sceneggiatore
- Il cantante misterioso (1955) di Marino Girolami
- Il canto dell'emigrante (1956) di Andrea Forzano

## Opere
- Gianna Preda, Guardatevi in faccia. Fotografie senza censura dell'Italia democratica. Coautore: Mario Tedeschi. Milano, Edizioni del Borghese, 1958
- Gianna Preda, Abc della Repubblica. Tutto cio che l'italiano perbene deve sapere e non deve fare. Coautore: Mario Tedeschi. Milano, Edizioni del Borghese, 1959
- Gianna Preda, Il fazioso : almanacco del Borghese, Milano, Edizioni del Borghese, 1960.
- Gianna Preda (a cura di), Il «chi è?» del Borghese: vecchi fusti e nuovi fusti, Milano, Edizioni del Borghese, 1960.
- Gianna Preda, Almanacco dei vecchi fusti. Coautore: Mario Tedeschi. Milano, Edizioni del Borghese, 1963
- Gianna Preda (prefazione e battute) e Donatella Preda (disegni), C'era una volta Gesù. Album di satira cattolica, Milano, Le Edizioni del Borghese, 1969.
- Gianna Preda e Mario Tedeschi, Il ventennio della pacchia, Milano, Edizioni del Borghese, 1971.
- Gianna Preda, Fiori per io, Milano, Sperling & Kupfer, 1981.
- Gianna Preda, Inseguendo la vita, Milano, Edizioni del Borghese, 1981 (postumo)
- Il meglio di Gianna Preda, supplemento al Borghese n. 13 del 26 marzo 1989, con introduzione di Mario Tedeschi e vignette (pubblicate su Il Borghese) di Giovannino Guareschi (postumo)

## Canzoni
- Franco Cremonini e i Cantori Moderni di Alessandroni, L'ultima frontiera. Inno della Destra Nazionale, testo di Gianna Preda, musica di Pino Roccon, 1972.